# Радзивилл, Христофор Перун
Христофо́р Никола́й Радзиви́лл по прозвищу Перу́н (9 февраля 1547, Вильна — 20 ноября 1603) — военный и государственный деятель Великого княжества Литовского. Кравчий литовский в 1567—1569, подчаший литовский в 1569—1579, гетман польный литовский в 1572—1589, каштелян трокский в 1579—1584 и одновременно подканцлер литовский в 1579—1585, воевода виленский с 1584, гетман великий литовский с 1589 года.
Староста кокенгаузский, солецкий, жежмаряйский, ужендувский, аинский, борисовский, новомысский. Князь (Reichsfürst) Священной Римской империи.

## Биография
Представитель биржайско-дубинковской линии рода Радзивиллов, сын Николая Радзивилла Рыжего и Катерины Томицкой. Получил домашнее образование.
В 1564 году, будучи семнадцатилетним, Христофор вместе с отцом принял участие в Ливонской войне, боевое крещение принял в битве на Уле. Он показал себя сообразительным молодым воином и заслужил прозвище Перун. В 1567 году назначен ротмистром конной роты. В тот же год начал и гражданскую карьеру, заняв должность крайчего литовского. Спустя два года стал подчашим.
В 1572 году назначен гетманом польным литовским, занимался обороной юго-восточной границы Великого княжества Литовского. В 1577 году Иван IV возобновил военные действия в Ливонии, начав последний этап Ливонской войны, продолжавшийся пять лет (русско-польская война 1577—1582 годов). В 1580 году Радзивилл взял замок Усвяты, провёл успешное сражение при Великих Луках и возглавил осаду города. Участвовал в походе Стефана Батория на Псков, в 1581 году четырёхтысячный отряд Христофора Радзивилла совместно с двухтысячным отрядом Филона Кмиты-Чернобыльского совершил конный рейд к верховьям Волги, чтобы русские не смогли собрать силы для снятия осады Пскова. С 5 августа по 22 сентября 1579 года его войска прошли 1 400 километров через Витебск, Ржев, Старицу, в которой останавливался сам царь Иван IV, Торопец и Старую Руссу у озера Ильмень, неоднократно вступая в сражение с русскими войсками. Осада Пскова и рейд Радзивилла вынудили Ивана IV подписать перемирие.
После смерти отца в 1584 году был назначен на ранее занимаемую отцом должность воеводы виленского. Будучи одним из наиболее влиятельных людей в государстве, выступал за независимость Великого княжества Литовского, после смерти Стефана Батория был одним из тех, кто поддерживал план избрания королём польским и великим князем литовским русского царя Фёдора Ивановича.
В 1589 году был назначен гетманом великим литовским. В 1594—1596 годах сражался с отрядами повстанцев Наливайко. С начала польско-шведской войны командовал войсками в Ливонии.
В 1601 году отразил наступление шведской армии под Кокенгаузеном и освободил крепость Венден.
В правление Сигизмунда Вазы перешёл в оппозицию, но заботился о сохранении нормальных отношений с монархом. Подобно отцу, брату и племяннику, он был ярым кальвинистом и сторонником протестантской церкви, отстаивал позиции протестантов во время контрреформации. В 1584 году построил две евангелические церкви в Биржах и Радзивиллишках, а в 1595 году — усадьбу Радзивиллов в Папилисе. Помогал биржайской гимназии и школе в Кейданах. При его дворе находилось множество видных мыслителей и поэтов того времени, таких как Андрей Римша, Гальяш Пельгримовский, Соломон Рысинский и Андрей Волан.
Владел одной из крупнейших латифундий в Великом княжестве Литовском. Основные владения Христофора находились на территории современной Литовской республики. До 1575 года были перегорожены реки Апащя и Аглуона, и болото карстового происхождения Ширвенос превратилось в первый искусственный водоём в Литве, площадь его составляла 400 гектаров. Строительство бастионов крепости итальянского типа началось в 1586 году, а завершилось в 1589 году. Биржайский замок стал важным опорным пунктом Великого княжества Литовского и фамильной резиденцией Радзивиллов. 1 мая 1589 года Биржам было предоставлено магдебургское право. В 1600 году Христофор устроил брак своего сына Януша с княжной Софьей Олельковной, после смерти которой в 1612 году все многочисленные владения Олельковичей перешли Радзивиллам.
В 1614 году в Любче Соломон Рысинский издал книгу под названием "Краткое изложение дел, совершенных светлейшим князем Христофором Радзивиллом".

## Семья

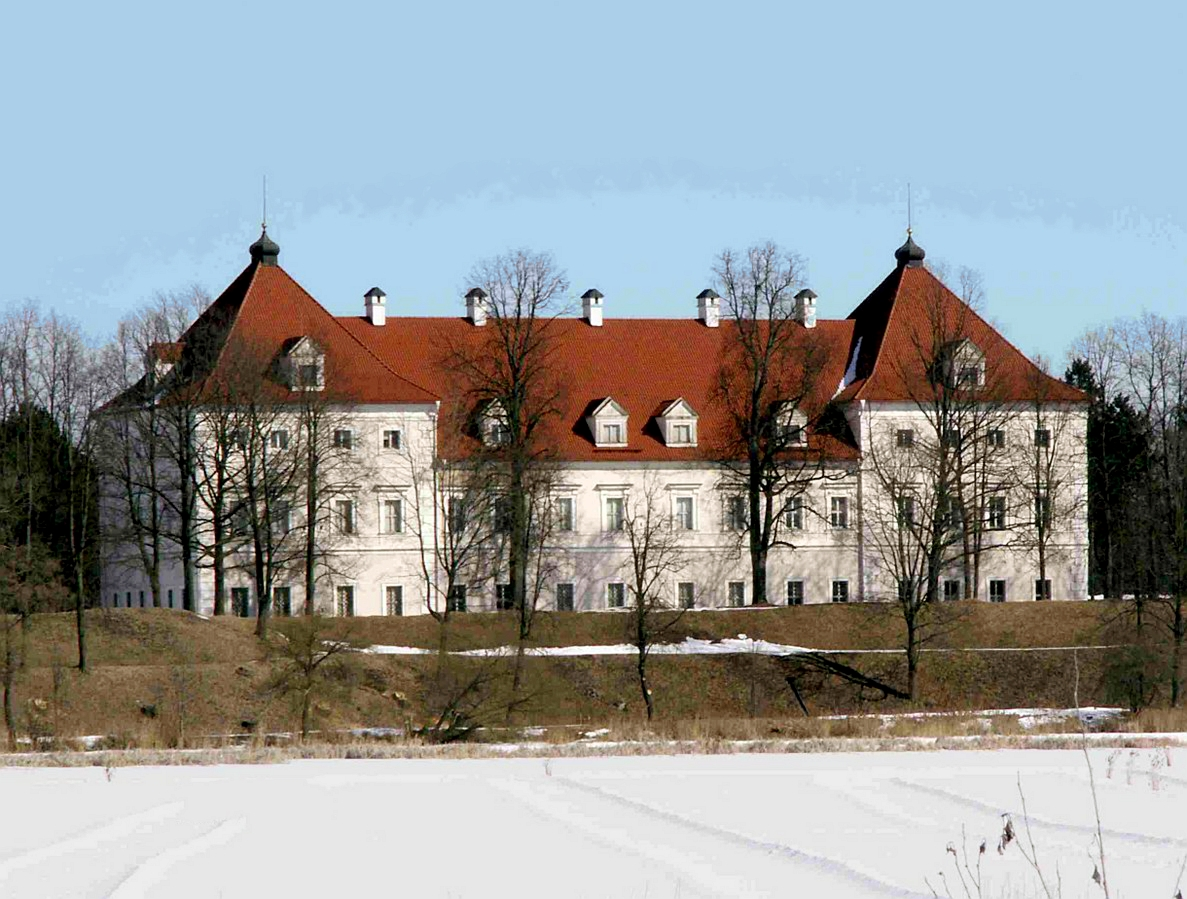
Биржайский замок Христофора Перуна (реконструкция)

Первым браком он сочетался 17 января 1571 года в замке в Сольце с Катериной Анной Собек (пол. Katarzyna Anna Sobkówna, ?-1576) из Сулейова, герба Брохович, дочери старосты варшавского и солецкого, от которой имел дочь Барбару и умершего в детстве сына Николая (Михника, пол. Michnik, 1574—1577); после смерти первой жены Радзивилл получил в 1578 году Солецкое староство. В 1560 году женился на Катерине Острожской (1560— 3.08.1579) герба Огоньчик и Лелива, дочери воеводы киевского, от которой имел сына Януша.
Третьей его женой была Катерина Тенчинская (1544— 19.03.1592) из Тенчина, герба Топор, дочь краковского воеводы Станислава Габриэля Тенчинского, от которой родились дочь Елизавета (Эльжбета, Гальшка пол. Elżbieta,  Halszka) и сын Христофор; в приданое за Катерину Радзивилл получил староство ужендувское. Четвёртый брак в 1593 он заключил с Елизаветой Софией Острожской (ок. 1557—1599, пол. Elżbieta (Halszka) Zofja z Ostrogskich), вдовой Яна Кишки и родной сестрой своей второй жены Катерины Острожской, брак был бездетным.
Похоронен в мавзолее Кейданской евангелической реформатской церкви.